# Гримсмо, Антон
Антон Гримсмо (норв. Anthon Grimsmo; род. 5 июля 1968, Осло) — норвежский кёрлингист.
В составе мужской сборной Норвегии участник зимних Олимпийских игр 1998 (стали бронзовыми призёрами). Участник двух чемпионатов мира (лучший результат — четвёртое место в 1996), двух чемпионатов Европы (лучший результат — бронзовые призёры в 1995). Двукратный чемпион Норвегии среди мужчин. В составе юниорской мужской сборной Норвегии участник двух чемпионатов мира (лучший результат — бронзовые призёры в 1987).
Играл в основном на позициях первого и третьего.

## Достижения
- Зимние Олимпийские игры: бронза (1998).
- Чемпионат Европы по кёрлингу: бронза (1995).
- Чемпионат Норвегии по кёрлингу среди мужчин: золото (1995, 1996).
- Чемпионат мира по кёрлингу среди юниоров: бронза (1987).

## Команды
| Сезон   | Четвёртый        | Третий          | Второй              | Первый            | Запасной        | Турниры            |
| ------- | ---------------- | --------------- | ------------------- | ----------------- | --------------- | ------------------ |
| 1986—87 | Антон Гримсмо    | Торе Торвбротен | Ян Торесен          | Dag Skjelstad     |                 | ЧМЮ 1987           |
| 1989—90 | Антон Гримсмо    | Ян Торесен      | Christian Skaug     | Hans Olav Sørholt |                 | ЧМЮ 1990 (6 место) |
| 1994—95 | Эйгиль Рамсфьелл | Ян Торесен      | Торе Торвбротен     | Антон Гримсмо     | Шур Лоэн        | ЧЕ 1994 (4 место)  |
| 1994—95 | Эйгиль Рамсфьелл | Антон Гримсмо   | Ян Торесен          | Торе Торвбротен   | Шур Лоэн        | ЧМ 1995 (5 место)  |
| 1995—96 | Эйгиль Рамсфьелл | Ян Торесен      | Торе Торвбротен     | Антон Гримсмо     | Шур Лоэн        | ЧЕ 1995            |
| 1995—96 | Эйгиль Рамсфьелл | Антон Гримсмо   | Ян Торесен          | Торе Торвбротен   | Шур Лоэн        | ЧМ 1996 (4 место)  |
| 1997—98 | Эйгиль Рамсфьелл | Ян Торесен      | Стиг-Арне Гуннестад | Антон Гримсмо     | Торе Торвбротен | ЗОИ 1998           |

(скипы выделены полужирным шрифтом)